# لوکا کاردلی
لوکا کاردلی (انگلیسی: Luca Cardelli) یک دانشمند رایانه در زمینه نظریه نوع‌ها و Operational semantics اهل ایتالیا است. وی همکنون ساکن کمبریج در بریتانیا است.